# نقشک‌ها
نقشک‌ها (نام علمی: Chersonesia) نام یک سرده از زیرخانواده نقشه‌بالان است.